# Isodontia albata
Isodontia albata är en biart som beskrevs av Hensen 1991. Isodontia albata ingår i släktet Isodontia och familjen grävsteklar. Inga underarter finns listade i Catalogue of Life.